# البيت الواحد

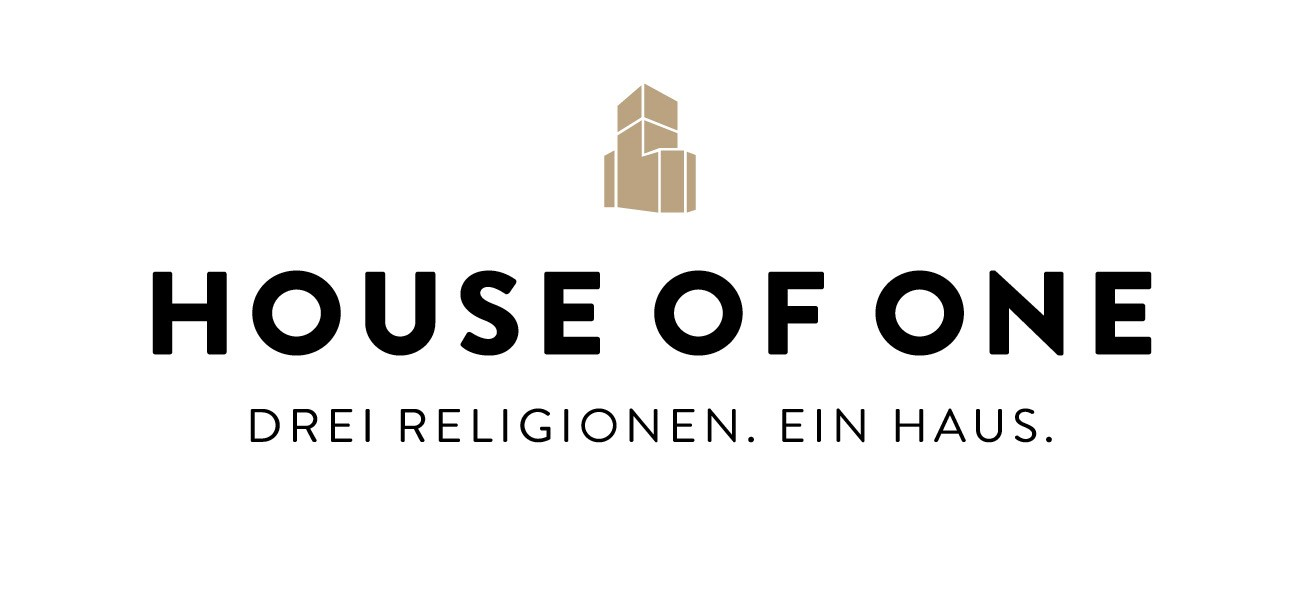

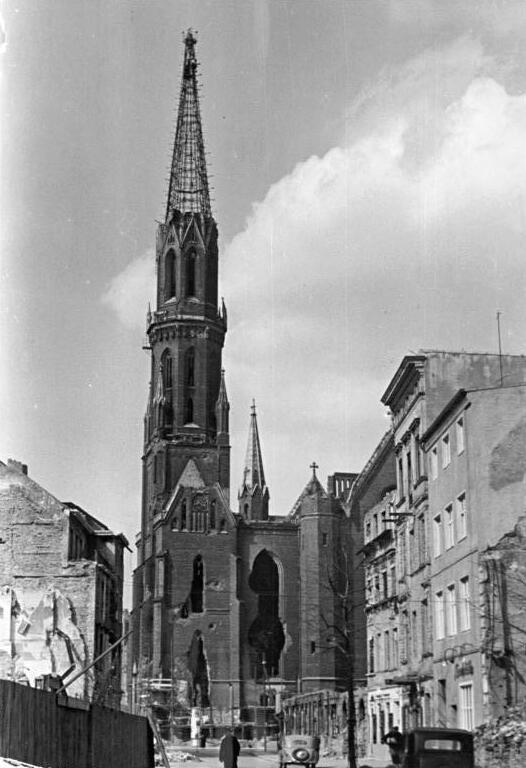
أطلال كنيسة القديس بطرس ، 1951

البيت الواحد؛ هو بيت عبادة يجري بناؤه في برلين. في بادرة تعد الأولى من نوعها في العالم ،  من المقرر أن يجمع البيت بين كنيس يهودي وكنيسة مسيحية ومسجد إسلامي. 
سيتم بناء البيت الواحد في فيشرنسيل ، في الموقع الذي كانت فيه كنيسة القديس بطرس؛ التي تعد الكنيسة الأولى في برلين. 

## روابط خارجية
- بيت واحد